# Gerónimo Gutiérrez Fernández

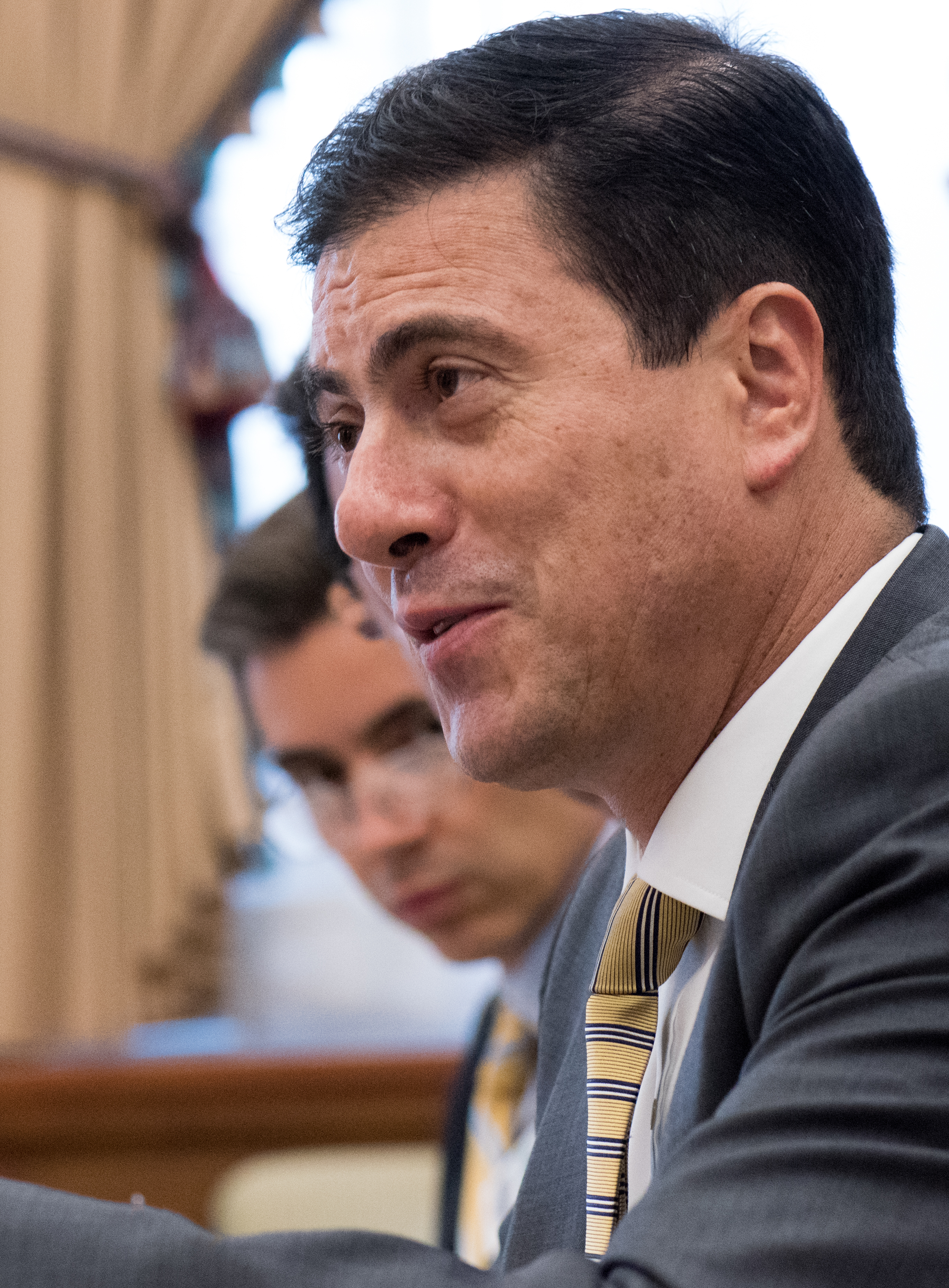
Gerónimo Gutiérrez Fernández, 2017

Gerónimo Gutiérrez Fernández (* in Monterrey) ist ein mexikanischer Politiker. Er war im November 2009 Staatssekretär für Inneres (Subsecretario de Gobierno).
Gutiérrez war bei der Amtsübernahme der Regierung Calderón (2006) Vize-Außenminister und wurde im März 2009 von Salvador Beltrán del Río Madrid abgelöst. Er war 2007 in der Mexikanischen Regierung für den Plan-Puebla-Panamá, einen Entwicklungsplan für Mittelamerika, zuständig.